# Haematopota cingulata
Haematopota cingulata är en tvåvingeart som beskrevs av Christian Rudolph Wilhelm Wiedemann 1828. Haematopota cingulata ingår i släktet Haematopota och familjen bromsar. Inga underarter finns listade i Catalogue of Life.